# Polyphon (musikautomat)

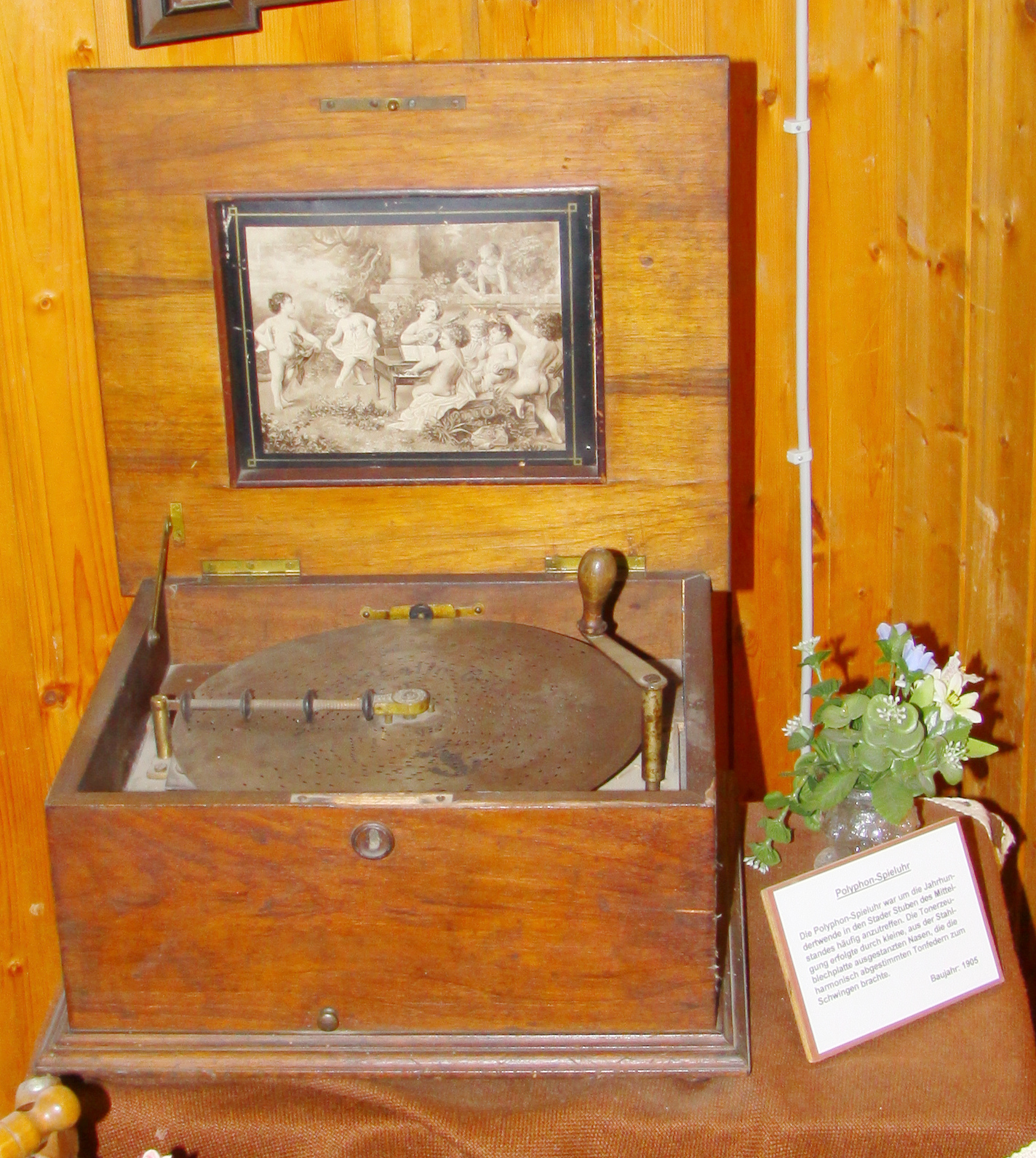
Polyphon från 1905.

Polyphon var en av världens första musikspelare där lyssnaren fritt kunde byta musikstycke efter eget tycke och smak på bara några sekunder. Den tillverkades av Polyphon-Musikwerke AG i Leipzig runt år 1900, och bygger på samma princip som speldosor, det vill säga att hjul med kuggar knäpper på metallpinnar av olika längd som därmed ger ifrån sig ljud i olika toner.
Musikstyckena kom på skivor av plåt med utstansade hål. Den bortstansade plåten bildade små krokar under skivan. När skivan roterar hakar krokarna i kugghjulen under skivan och dessa knäpper på metallpinnarna som ger ifrån sig ljud. Skivan fås att snurra genom att en fjäder dras upp med en spak. När en spärr släpps börjar skivan att snurra.
Det fanns olika modeller av Polyphon med olika skivor, spellängder, resonanslådor och portabilitet. Samtliga var helt mekaniskt drivna.